# Amber (cantante)
Marie-Claire Cremers (Ubbergen, Países Bajos, 9 de mayo de 1969) artísticamente conocida como Amber es una cantante de pop electrónico.

## Biografía
Amber nació en los Países Bajos pero fue criada en Alemania. En 1996 lanzó su primer sencillo titulado "This Is Your Night". Es considerada una cantante "club undergound", ya que a pesar de no ser realmente popular dentro de la cultura Pop, dentro del ambiente de la música House y Dance Amber es una de las principales divas.
La cantante a lo largo de su carrera ha logrado apoderarse de los primeros lugares de las listas Club/Dance del Billboard desde su debut, y participó en el exitoso tema "If You Could Read My Mind" junto a Ultra Naté y Jocelyn Enríquez bajo el seudónimo de Stars On 54, tema utilizado en la película 54 y que logró el primer lugar en las listas. Varios de sus temas fueron utilizados dentro de la popular serie femenina estadounidense Sex & The City, como "Above The Clouds" y "Taste The Tears".
En el 2004 Amber fue nominada a su primer premio Grammy por el tema "Love One Another", el cual transmitía un mensaje contra el racismo, y se hizo bastante conocido dentro del ambiente Dance. A finales de este año Amber dejó la casa discográfica que la había acogido desde sus comienzos, Tommy Boy Records, para independizarse y formar su propio sello, JMCA Enterprises, en el cual la cantante lanzó sus primeros trabajos independientes, su cuarto álbum de estudio, My Kind Of World, aparte de su sencillo "You Move Me" (sencillo que alcanzó el puesto #4 en las listas Dance de Billboard.
Amber escribe y compone sus propias canciones desde varios años, y por temas como "Yes!" y "The Need To Be Naked" ha sido criticada por su contenido sexual por parte amantes de la música algo más conservadores.

## Discografía

### Álbumes de estudio
| Año  | Álbum              | EUA Electronic Albums | EUA Independent Albums | NZ |
| ---- | ------------------ | --------------------- | ---------------------- | -- |
| 1997 | This Is Your Night | -                     | -                      | 44 |
| 1999 | Amber              | -                     | -                      | -  |
| 2002 | Naked              | 7                     | 20                     | -  |
| 2004 | My Kind of World   | -                     | -                      | -  |

### Álbumes de remixes
- Remixed (2000)
- Undanced II (2007)

### Sencillos
| Año  | Título                                                                         | Mejores posiciones en listas | Mejores posiciones en listas | Mejores posiciones en listas | Mejores posiciones en listas | Mejores posiciones en listas | Mejores posiciones en listas | Mejores posiciones en listas | Mejores posiciones en listas | Mejores posiciones en listas | Álbum              |
| Año  | Título                                                                         | EUA                          | EUA Dance                    | R.U.                         | ALE                          | HOL                          | NZ                           | AUS                          | FRA                          | ESP                          | Álbum              |
| ---- | ------------------------------------------------------------------------------ | ---------------------------- | ---------------------------- | ---------------------------- | ---------------------------- | ---------------------------- | ---------------------------- | ---------------------------- | ---------------------------- | ---------------------------- | ------------------ |
| 1996 | "This Is Your Night"                                                           | 24                           | 10                           | 143                          | —                            | 14                           | 40                           | 11                           | —                            | 3                            | This Is Your Night |
| 1996 | "Colour of Love"                                                               | 74                           | 5                            | —                            | —                            | —                            | 31                           | —                            | —                            | —                            | This Is Your Night |
| 1997 | "One More Night"                                                               | 58                           | 9                            | —                            | —                            | —                            | —                            | —                            | —                            | —                            | This Is Your Night |
| 1998 | "If You Could Read My Mind" (Stars on 54: Ultra Naté, Amber, Jocelyn Enriquez) | 52                           | 3                            | 23                           | —                            | —                            | 6                            | 3                            | 82                           | 10                           | Amber              |
| 1999 | "Sexual (Li Da Di)"                                                            | 42                           | 1                            | 34                           | 87                           | 94                           | 24                           | —                            | 40                           | —                            | Amber              |
| 2000 | "Above the Clouds"                                                             | —                            | 1                            | —                            | —                            | —                            | —                            | —                            | —                            | —                            | Amber              |
| 2000 | "Love One Another"                                                             | —                            | 1                            | —                            | —                            | —                            | —                            | —                            | —                            | —                            | Amber              |
| 2001 | "Yes!"                                                                         | —                            | 1                            | —                            | —                            | —                            | —                            | —                            | —                            | —                            | Naked              |
| 2002 | "The Need to Be Naked"                                                         | —                            | 1                            | —                            | —                            | —                            | —                            | —                            | —                            | —                            | Naked              |
| 2003 | "Anyway (Men are From Mars)"                                                   | —                            | 12                           | —                            | —                            | —                            | —                            | —                            | —                            | —                            | Naked              |
| 2004 | "You Move Me"                                                                  | —                            | 4                            | —                            | —                            | —                            | —                            | —                            | —                            | —                            | My Kind of World   |
| 2005 | "Voodoo"                                                                       | —                            | 13                           | —                            | —                            | —                            | —                            | —                            | —                            | —                            | My Kind of World   |
| 2006 | "Just Like That"                                                               | —                            | 9                            | —                            | —                            | —                            | —                            | —                            | —                            | —                            | My Kind of World   |
| 2006 | "Melt With the Sun"                                                            | —                            | 5                            | —                            | —                            | —                            | —                            | —                            | —                            | —                            | Non-album single   |
| 2008 | "No More Tears (Enough is Enough)" (Amber & Zelma Davis)                       | —                            | —                            | —                            | —                            | —                            | —                            | —                            | —                            | —                            | Non-album single   |
| 2009 | "I Don't Believe in Hate (Drip Drop)"                                          | —                            | —                            | —                            | —                            | —                            | —                            | —                            | —                            | —                            | Non-album single   |